# Tibro (đô thị)
Đô thị Tibro (Tibro kommun) là một đô thị ở hạt Västra Götaland ở phía tây Thụy Điển. Thủ phủ nằm ở thị xã Tibro.
Tuyển thủ tennis Robin Söderling quê ở Tibro.